# Eugen Ionescu
Eugen Ionescu (n. 26 noiembrie 1909, Slatina, Olt, România – d. 28 martie 1994, Paris, Île-de-France, Franța), cunoscut în afara României sub numele de Eugène Ionesco, conform ortografiei franceze, a fost un scriitor de limbă franceză originar din România, protagonist al teatrului absurdului și membru al Academiei Franceze (fotoliul nr. 6). Obișnuia să declare că s-a născut în anul 1912, ori din pură cochetărie, ori din dorința de a crea o legătură între nașterea lui și moartea marelui său precursor Ion Luca Caragiale.

## Biografie
Tatăl său, Eugen Ionescu, român, era avocat, iar mama, Marie-Thérèse (născută Ipcar) avea cetățenie franceză. La vârsta de patru ani își însoțește familia în Franța, unde va rămâne până în 1924. 
În copilărie Eugen Ionescu și sora sa au simțit pe pielea lor drama destrămării căminului: mama a pierdut custodia copiilor, tatăl readucându-i pe amândoi în România. În noua lor familie cei mici au fost supuși la unele abuzuri fizice și verbale, iar această traumă a marcat profund destinul artistic al scriitorului.
Marta Petreu susține că Marie-Thérèse Ipcar ar fi fost evreică, iar Florin Manolescu va relua această afirmație în capitolul consacrat dramaturgului din „Enciclopedia exilului literar românesc”. Fiica scriitorului, Marie-France Ionesco, a demonstrat însă cu acte că bunica sa, Marie-Thérèse, era de confesiune protestantă și că nu este adevărată afirmația lui Mihail Sebastian din Jurnal că aceasta s-ar fi convertit la creștinism abia înainte să moară. Teza Martei Petreu era că tocmai acest amănunt al originii etnice l-ar fi împiedicat pe Eugen să se „rinocerizeze”, într-o perioadă când colegii săi de generație cochetau deja cu ideile totalitare.
După ce mama sa a pierdut procesul de încredințare a minorilor, copilul Ionescu și-a continuat educația în România, urmând liceul la Colegiul Național Sfântul Sava din București. Examenul de bacalaureat îl susține la Colegiul Național Carol I din Craiova. Se înscrie la Facultatea de Litere din București, obținând licența pentru limba franceză. Terminând cursurile universitare în 1934, este numit profesor de franceză la Cernavodă; mai târziu este transferat la București. În 1936 se căsătorește cu Rodica Burileanu, iar în 1938 pleacă la Paris ca bursier. Acolo lucrează ca atașat cultural al guvernului Antonescu pe lângă guvernul de la Vichy. Tot acolo își scrie și teza de doctorat „Tema morții și a păcatului în poezia franceză” pe care nu o va susține niciodată. Numirea sa în postul de atașat cultural la legația României din Paris se datorează politicii pe care Mihai Antonescu, ministrul de Externe a dus-o de a salva mai mulți intelectuali români, trimițându-i ca să lucreze în diplomație în țările de care erau legați sufletește, pe filo-germani în Germania sau pe filo-francezi în Franța. Activitatea politică a atașatului cultural la Paris era însă minimală, Ionescu rezumându-se să traducă sau să faciliteze traducerea unor autori români contemporani sau să aranjeze publicarea lor în revistele literare franceze.

## Cariera literară

### Perioada românească

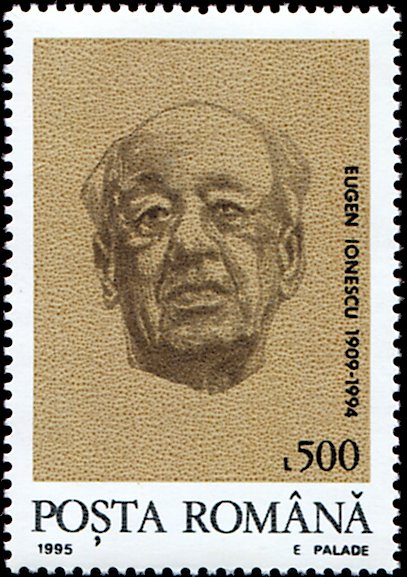
Eugen Ionescu, timbru din 1995

Primele apariții ale lui Eugen Ionescu sunt în limba română, cu poezii publicate în revista Bilete de papagal (1928-1931) a lui Tudor Arghezi, articole de critică literară și o încercare de epică umoristică, Hugoliada: Viața grotescă și tragică a lui Victor Hugo. Volumul de debut e un volum de versuri și se numește Elegii pentru ființe mici. Cele mai de seamă scrieri în limba română rămân eseurile critice, reunite în volumul intitulat Nu !, premiat de un juriu prezidat de Tudor Vianu pentru „scriitori tineri needitați”. Desprindem deja o formulă a absurdului, cartea producând uimire, derută, comic irezistibil. Astfel, după ce atacă figurile majore ale literaturii române din acea vreme, Mihail Sadoveanu, Liviu Rebreanu, Ionel Teodoreanu, Tudor Arghezi, Ion Barbu, Camil Petrescu pentru că nu ar fi creat o operă valabilă, Eugen Ionescu revine și susține că ar putea dovedi exact contrariul!
Întreaga operă ce va urma poate fi considerată ca un efort original și reușit de a desprinde din banalitatea contingentului sensul tragic și absurd al existenței, fatalitatea morții, splendoarea și neantul condiției umane.

### Teatrul absurd
Prima lui piesă de teatru, La Cantatrice Chauve („Cântăreața cheală”) a fost reprezentată la 11 mai 1950 la Théatre de la Huchette în regia lui Nicolas Bataille, pusă în scenă la sugestia doamnei Monica Lovinescu, cea care la București urmase cursurile Seminarului de regie și artă dramatică al lui Camil Petrescu, fiind primită cu răceală de public și de critică. Piesa relua o alta, scrisă în limba română, și intitulată Englezește fără profesor, publicată din nou în limba natală abia după 1990. Piesa se va impune treptat după ce o serie de mari oameni de cultură francezi scriu articole entuziaste despre ea și va deveni cea mai longevivă piesă a acestui mic teatru parizian, Théatre de la Huchette, a cărui sală era comparabilă cu cea a Teatrului Foarte Mic de la noi. Urmează o perioadă foarte fecundă, în care autorul prezintă, an de an, câte o nouă piesă. Sălile de teatru rămân goale, dar treptat începe să se formeze un cerc de admiratori care salută acest comic ivit din absurd, unde insolitul face să explodeze cadrul cotidian.
Teatrul cel mai de seamă al Franței, La Comédie Française, prezintă în 1966, pentru prima dată, o piesă de Ionescu, Setea și Foamea și apoi piesa Regele moare. Anul 1970 îi aduce o importantă recunoaștere: alegerea sa ca membru al Academiei Franceze, devenind prin aceasta primul scriitor de origine română cu o atât de înaltă distincție.
Opera lui Eugen Ionescu a constituit obiectul a zeci de cărți și sute de studii, teze de doctorat, colocvii internaționale, simpozioane și festivaluri. Criticii disting, în general, două perioade sau maniere ale teatrului ionescian. Prima cuprinde piese scurte, cu personaje elementare și mecanice, cu limbaj aberant și caracter comic predominant: Cântăreața cheală, Lecția, Scaunele și altele. A doua încadrează piese ca Ucigaș fără simbrie, Rinocerii, Regele moare etc., în care apare un personaj principal, un mic funcționar modest sau rege visător și naiv, cu numele de Berenger sau Jean. În aceste piese acțiunea și decorul capătă importanță, limbajul este mai puțin derutant și comicul este înlocuit progresiv cu tragicul. Temele predominante sunt singurătatea și izolarea, falsitatea, vacuitatea. Obsesia morții este marea forță motrice a operei lui Eugen Ionescu, de la moartea gândirii și a limbajului la moartea neînțeleasă și neacceptabilă a individului. Prin ce minune, atunci, geniul autorului creează în mod paradoxal comicul? Nici didactic, nici moralizant, antisentimental și anticonvențional, teatrul lui Ionescu este un teatru-joc, un joc adevărat, deci liber și straniu, pur și sincer, provocator, un lanț pasionant, vertiginos și în toate direcțiile. De fapt, comedia și tragedia se împletesc necontenit: drumul luminos de comedie devine drumul spre întuneric, spre moarte.

## Anul Eugène Ionesco
Cu ocazia centenarului nașterii scriitorului, în anul 2009 opera lui Eugen Ionescu a fost celebrată în mod oficial în întreaga lume, la propunerea României și a ambasadorului acestei țări la UNESCO, criticul literar profesor Nicolae Manolescu. Autorului i-au fost consacrate numeroase manifestări culturale, atât în țară, cât mai ales în străinătate.
Cu această ocazie, fiica sa, Marie-France Ionesco, posesoare a drepturilor de autor, domiciliată la Paris, a protestat puternic împotriva prezentării lui Eugen Ionescu drept autor român, argumentând că toate piesele sale au fost scrise în limba franceză.

## Distincție
În anul 2009 a fost declarat membru post-mortem al Academiei Române.

## Opera

### Dramaturgie
- Cântăreața cheală (1950)
- Lecția (1951)
- Scaunele (1952)
- Victimele datoriei (1953)
- Amedeu sau scapi de el cu greu (1954)
- Jacques sau supunerea (1955)
- Noul locatar (1955)
- Ucigaș fără simbrie (1957)
- Rinocerii (1959)
- Regele moare (1962)
- Pietonul văzduhului (1963)
- Setea și foamea (1966)
- Delir în doi (1967)
- Jocul de-a măcelul (1970)
- Macbett (1972)
- Ce formidabilă harababură (1973)
- Omul cu valize (1975)
- Călătorie în lumea morților (1980)

### Eseuri. Proză literară
- La Photo du Colonel (1962)
- Note despre teatrul de avangardă (1962)
- Note și contranote (1966)
- Jurnal în fărâme (1967)
- Prezent trecut, trecut prezent (1968)
- Descoperiri (1969)
- Solitarul (1973)
- Situații și perspective (1980)
- Căutarea intermitentă (1988)

### Ediții în limba română
- Elegii pentru ființe mici, versuri, București, Editura Cercul Analelor Române, 1931 (reeditări: București, Editura Jurnalul Literar, 1990)
- Nu, București, Editura Vremea, 1934 (reeditări: București, Editura Humanitas, 1991; 2002)
- Viața grotescă și tragică a lui Victor Hugo, Ideea românească n° 2-4, 1935
- Antidoturi, traducere de Marina Dimov, București, Editura Humanitas, 1993
- Căutarea intermitentă, traducere de Barbu Cioculescu, București, Editura Humanitas, 1994
- Însinguratul, roman, traducere de Rodica Chiriacescu, București, Editura Albatros, 1990
- Între viață și vis. Convorbiri cu Claude Bonnefoy, traducere de Simona Cioculescu, București, Editura Humanitas, 1999
- Jurnal în fărâme, traducere de Irina Bădescu, București, Editura Humanitas, 1992
- Note și contranote, traducere și cuvânt introductiv de Ion Pop, București, Editura Humanitas, 1992
- Prezent trecut, trecut prezent, traducere de Simona Cioculescu, București, Editura Humanitas, 1993
- Sub semnul întrebării, traducere de Natalia Cernăuțeanu, București, Editura Humanitas, 1994
- Teatru, traducere, cuvânt înainte și note asupra ediției de Dan C. Mihăilescu, vol. I-V, București, Editura Univers, 1994-1998
- Teatru, traducere de Vlad Russo și Vlad Zografi, vol. I-XI, București, Editura Humanitas, 2003-2010
- Eu. Ediție îngrijită de Mariana Vartic. Cu un prolog la Englezește fără profesor de Gelu Ionescu și un epilog de Ion Vartic, Cluj, Editura Echinox, 1990
- Război cu toată lumea. Publicistică românească, vol. I-II, ediție îngrijită și bibliografie de Mariana Vartic și Aurel Sasu, București, Editura Humanitas, 1992

### Traduceri
- Eugen Ionescu a tradus în limba franceză și a prefațat volumul de nuvele al ardeleanului Pavel Dan, Urcan Bătrânul. Volumul tradus a apărut la editura Jean Vigneau din Marsilia (Marseille), în anul 1945, cu titlul Le Père Urcan.

## Opere muzicale inspirate din dramaturgia sa
„Cântăreața cheală” de Dan Voiculescu (compozitor) (premieră absolută, 1994)
„Jacques sau supunerea” de Radu Bacalu (premieră absolută, 1994)
„Lecția” de Șerban Marcu (premieră absolută, 2004)

## Galerie de imagini

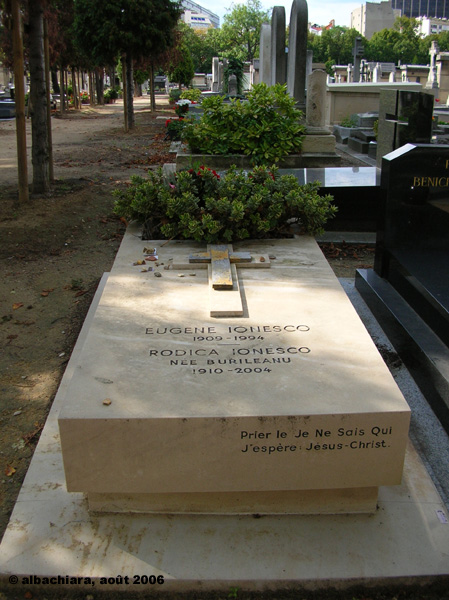
Mormântul lui Eugen Ionescu / Eugène Ionesco, în cimitirul parizian Montparnasse.